# Royal Brunei Airlines
Royal Brunei Airlines is de staatsluchtvaartmaatschappij van Brunei met als thuisbasis Brunei International Airport in Bandar Seri Begawan.

## Geschiedenis
Royal Brunei Airlines is opgericht in 1974.

## Bestemmingen
Royal Brunei Airlines voert lijnvluchten uit naar:
- Australië, Perth, Melbourne en Brisbane
- China, Hongkong en Shanghai
- Verenigde Arabische Emiraten, Dubai
- Nieuw-Zeeland, Auckland
- Maleisië, Kuala Lumpur en Kota Kinabalu
- Indonesië, Surabaya, Jakarta en Bali
- Filipijnen, Manilla
- Singapore
- Saoedi-Arabië, Jeddah
- Thailand, Bangkok en Phuket
- Verenigd Koninkrijk, Londen
- Vietnam, Ho Chi Minhstad

## Vloot
De vloot van Royal Brunei Airlines bestaat uit: (feb, 2017)
| Type                  | Aantal | Besteld | Passagiers (Business/Economy) | Opmerkingen |
| --------------------- | ------ | ------- | ----------------------------- | ----------- |
| Airbus A320-200       | 4      | -       | 144 (12/132)                  | -           |
| Airbus A320-200 nieuw | 2      | -       | 150 (12/138)                  | -           |
| Boeing 787-8          | 4      | -       | 254 (18/236)                  | -           |
| Totaal                | 10     | -       |                               |             |